# Ski de fond aux Jeux olympiques de 1994
Navigation
Albertville 1992 Nagano 1998
Ski de fond aux Jeux olympiques de 1994

## Podiums
| Épreuves                     | Or                                                                     | Argent                                                               | Bronze                                                                    |
| 10 km classique H 17 février | Bjørn Dæhlie                                                           | Vladimir Smirnov                                                     | Marco Albarello                                                           |
| 15 km poursuite H 19 février | Bjørn Dæhlie                                                           | Vladimir Smirnov                                                     | Silvio Fauner                                                             |
| 30 km libre H 14 février     | Thomas Alsgaard                                                        | Bjørn Dæhlie                                                         | Mika Myllylä                                                              |
| 50 km classique H 27 février | Vladimir Smirnov                                                       | Mika Myllylä                                                         | Sture Sivertsen                                                           |
| Relais 4×10 km H 22 février  | Italie Maurilio De Zolt Marco Albarello Giorgio Vanzetta Silvio Fauner | Norvège Sture Sivertsen Vegard Ulvang Thomas Alsgaard Bjørn Dæhlie   | Finlande Mika Myllylä Harri Kirvesniemi Jari Räsänen Jari Isometsä        |
| 5 km classique F 15 février  | Lioubov Iegorova                                                       | Manuela Di Centa                                                     | Marja-Liisa Kirvesniemi                                                   |
| 10 km poursuite F 17 février | Lioubov Iegorova                                                       | Manuela Di Centa                                                     | Stefania Belmondo                                                         |
| 15 km classique F 13 février | Manuela Di Centa                                                       | Lioubov Iegorova                                                     | Nina Gavriljuk                                                            |
| 30 km libre F 24 février     | Manuela Di Centa                                                       | Marit Mikkelsplass                                                   | Marja-Liisa Kirvesniemi                                                   |
| Relais 4 × 5 km F 21 février | Russie Elena Välbe Larisa Lazutina Nina Gavriljuk Lioubov Iegorova     | Norvège Trude Dybendahl Inger Helene Nybråten Elin Nilsen Anita Moen | Italie Bice Vanzetta Manuela Di Centa Gabriella Paruzzi Stefania Belmondo |

## Médailles
| Rang | Nations    |   |   |   | Total |
| ---- | ---------- | - | - | - | ----- |
| 1er  | Norvège    | 3 | 4 | 1 | 8     |
| 2e   | Italie     | 3 | 2 | 4 | 9     |
| 3e   | Russie     | 3 | 1 | 1 | 5     |
| 4e   | Kazakhstan | 1 | 2 | 0 | 3     |
| 5e   | Finlande   | 0 | 1 | 4 | 5     |